# Червищи (Псковская область)
Червищи (или Черевищи) — деревня в северной части Порховского района Псковской области. Входит в состав сельского поселения «Павская волость».
Расположена в 42 км к северу от города Порхов и в 2 км к юго-востоку от волостного центра, села Павы.

## Население
Численность населения деревни по состоянию на 2000 год составляла 55 жителей.